# 米哈伊爾·格林斯基

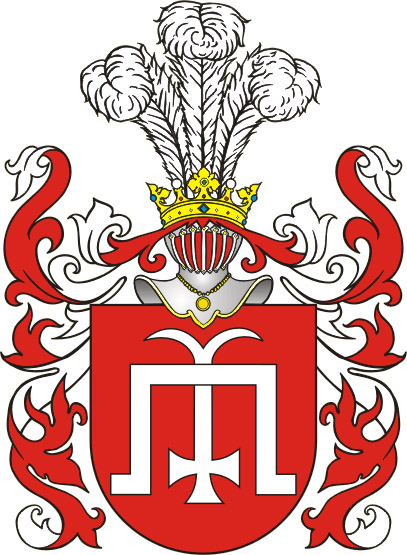
格林斯基的立陶宛紋章

米哈伊爾·利沃維奇·格林斯基（1460年代—1534年9月24日）是出生自立陶宛大公國的貴族，雷帝伊凡四世是其外孫兼學生。

## 服役西歐
年青時期的格林斯基曾侍奉於神聖羅馬帝國馬克西米利安一世的宮廷12年並獲得了軍職，參與意大利戰爭期間由原本信奉東正教改信羅馬天主教。1498年進攻弗里斯蘭的戰役中立下功勞而獲授予金羊毛勳章。

## 立陶宛大公國
1498年末格林斯基回歸立陶宛大公國並迅即與亞歷山大·雅盖隆契克大公結交使他被任命為烏田納的副攝政，1500年成為立陶宛元帥庭及上議院委員會的一員，之後他被賦予權限主導具有龐大利潤的蠟貿易及監督維爾紐斯的鑄幣廠。又因為在西歐的人脈和精通其語言，格林斯基經常代表立陶宛擔當外交使節。這一切都讓他迅速提升在立陶宛的社會地位和累積起大量財富，亦因此惹來當地貴族的不滿。特拉凱省的城主約翰·扎布熱津斯基是一個與格林斯基進行政治角力最為激烈的人物，在格林斯基的影響下1504年亞歷山大大公沒收了扎布爾澤津斯基女婿近利達的土地，之後扎布爾澤津斯基又被褫奪其城主和元帥庭等公職，但不久後亞歷山大大公又恢復其元帥庭的職位並發放采邑。
1506年8月初於對抗克里米亞汗國軍的克列茨克之戰中格林斯基接替因病退陣的最高軍事首領，期間扎布爾澤津斯基不聽從格林斯基的指揮率領自己的部隊攻入敵陣引致嚴重傷亡，但最後格林斯基兵分兩路依然成功對敵軍進行夾擊迫使克里米亞汗國軍撤退。

## 第一次兵變
1506年8月12日科勒切斯科之戰凱旋後同月19日亞歷山大大公因病去世，其兄齊格蒙特一世接任大公一位。扎布爾澤津斯基在亞歷山大大公病倒時已經散佈謠言指格林斯基利用在博洛尼亞大學習得的醫藥知識進行毒殺，甚至有意謀權篡位，導致齊格蒙特一世下令沒收其所有財產、權限與官職。乘著齊格蒙特一世前往波蘭克拉科夫安排冠冕儀式而推延了對他的審判，格林斯基帶領自己的親屬約二千人策動兵變。1507年2月7日格林斯基率領700名騎兵進攻格羅德諾並斬首扎布爾澤津斯基，之後他的部隊嘗試進攻考納斯城堡意圖解放被囚禁的大汗國（金帳汗國分裂出來的小部族）的阿瑪德可汗但不成功。接著格林斯基本來打算攻打維爾紐斯，但得知該城加強了防禦後放棄並撤回圖羅夫。
明里·格來可汗的使節曾經接觸格林斯基以基輔及周圍一帶封地為條件希望他投靠克里米亞汗國，但格林斯基選擇了效忠莫斯科公國的瓦西里三世，1507年至1508年間他參與了莫斯科-立陶宛戰爭，但格林斯基未能為莫斯科奪得明斯克、斯盧切斯科、奧爾沙、姆斯齊斯拉夫和克里恰夫等城鎮，1508年7月之後他撤退到斯塔羅杜布。
格林斯基計劃成立「波里斯坦公國」（波里斯坦為第聶伯河的古名），定斯摩棱斯克為首都，為此在攻打斯盧切斯科時他曾有意迫使正在守寡的斯盧切斯科公主與未婚的他政治聯婚，但都無功而還。

## 莫斯科公國
離開斯塔羅杜布的格林斯基與瓦西里三世會面，格林斯基軍事上支持莫斯科公國，瓦西里三世將小雅羅斯拉韋茨、梅登及博羅夫斯克封給他，格林斯基以後將梅登交託其兄弟。雖然格林斯基依然希望繼續參戰，莫斯科立陶宛兩公國開始了停戰和談，協議領土恢復到交戰前的狀態以維持「持久的和平」。
於1512年的莫斯科立陶宛公國之戰的第4次交鋒中格林斯基協助莫斯科軍佔領主要貿易城市斯摩棱斯克，但1514年戰爭勝利後瓦西里三世並沒有任命他為該城的攝政，反而將這個職位交給自己的副官——寡言太子瓦西里·舒伊斯基。這個安排導致格林斯基第2次密謀叛變並打算投歸齊格蒙特一世，以撤銷以前對他的所有指控為條件倒戈為立陶宛重奪斯摩棱斯克，但這項交涉被莫斯科一方揭發而將格林斯基收監等候行刑，期間他改信回東正教因而保住了性命。
12年後的1526年格林斯基的侄女叶连娜·格林斯卡娅與瓦西里三世結婚讓他得以從牢獄釋放出來及收回部分財產。瓦西里三世1533年死前任命二人為他兩個年少的兒子——伊凡（後來的雷帝）和尤里的監護人，但叔侄亦因此成為政敵。葉蓮娜散播謠言指格林斯基利用暗殺立陶宛亞歷山大大公的同樣手段殺害先夫而1534年將他重投牢獄，格林斯基最終在獄中餓死。